# 莫斯托韋 (扎波羅熱州)
47°6′17″N 35°44′32″E / 47.10472°N 35.74222°E
莫斯托韋（烏克蘭語：Мостове）是位於烏克蘭東南部的村莊，由扎波羅熱州波洛希區的莫洛昌斯克市鎮負責管轄。該村處於庫魯尚河畔，分別距離新米科拉伊夫卡0.5公里和科佐盧希夫卡2.5公里，始建於1921年，面積42.8平方公里，海拔高度46米，2001年人口178。